# Sylvain Distin
Sylvain Distin (* 16. Dezember 1977 in Bagnolet, Frankreich) ist ein ehemaliger französischer Fußballspieler. Mit über 1,90 Meter groß gewachsen, körperlich robust und im Verlauf seiner Karriere zumeist im Abwehrzentrum eingesetzt, gewann er im Jahr 2000 mit dem französischen Zweitligisten FC Gueugnon überraschend den Ligapokal, bevor es ihn über den Hauptstadtklub Paris Saint-Germain im September 2001 in die englische Premier League zog. Dort machte sich Distin besonders ab 2002 bei Manchester City als langjähriger Stammspieler einen Namen und gewann 2008 mit dem FC Portsmouth den FA Cup.

## Spielerkarriere

### Frankreich
Sylvain Distin wurde ab 1992 in der Jugendabteilung des französischen Hauptstadtklubs Paris Saint-Germain ausgebildet. Der Aufstieg in die Profimannschaft von „PSG“ blieb ihm aber später verwehrt und da man ihm 1997 keinerlei Garantie hinsichtlich seiner Perspektive als Profifußballer eröffnen konnte, wechselte er in die Amateurliga CFA zu US Joué-lès-Tours. Nach nur einer Saison verließ er den Verein wieder und heuerte beim Stadtrivalen FC Tours an. Auch dort konnte er sich auf Anhieb durchsetzen und mit konstant guten Leistungen empfahl er sich für seinen ersten Profivertrag.
Der im Burgund angesiedelte und damals von Alex Dupont trainierte Zweitligist FC Gueugnon verpflichtete den talentierten Abwehrspieler. Distin war sofort Stammspieler, kam in der Saison 1999/2000 auf die vereinsintern dritthöchste Einsatzzahl und gewann überraschend mit dem französischen Ligapokal die erste Trophäe in seiner Profilaufbahn. Dabei bezwang er im Finale ausgerechnet seinen Ex-Klub aus Paris und zeigte sich beim 2:0-Sieg in der Defensive körperlich sehr präsent. Als PSG anschließend signalisierte, Distin gerne zurückzuholen, zögerte dieser nicht lange und wechselte in die erstklassige Ligue 1. Die Equipe von Philippe Bergeroo benötigte vor allem Verstärkung auf der linken Abwehrseite und obwohl sich Distin auf der Innenverteidigerposition heimischer fühlte, zeigte er fortan auch Stärken bei Offensivaktionen über die Außenseite. Er debütierte am 28. Juli 2000 in der höchsten französischen Spielklasse gegen Racing Straßburg (3:1), schoss gegen Girondins Bordeaux sein erstes (und einziges) Tor in der Ligue 1 und absolvierte zehn Champions-League-Partien.
Dass auch Distins zweiter Versuch, sich in der ersten Mannschaft von PSG dauerhaft zu etablieren, misslang, lag auch an dem neuen Trainer Luis Fernández, der ab Dezember 2000 das Zepter schwang. Fernández baute die Defensivformationen auf eine Fünferkette um und wechselte häufig die Besetzung. Als schließlich noch der Argentinier Gabriel Heinze zu Saisonbeginn verpflichtet wurde, mehrten sich die Gerüchte über Distins bevorstehenden Abgang nach England. Es folgten letzte Einsätze im Rahmen des UI-Cups, aber einig wurde man sich aber zunächst nur über ein Leihgeschäft. Hier fiel die Wahl auf Newcastle United, wo schon Distins Teamkollege Laurent Robert untergekommen war.

### England
Ab September 2001 stand Distin in den Reihen der „Magpies“, debütierte per Einwechslung kurz vor Schluss beim Heimsieg gegen Manchester United und war auf Anhieb Bestandteil des erweiterten Kaders. In 20 Ligaspielen der Saison 2001/02 stand der Linksfuß in der Startelf, bekleidete zumeist die Position des linken Außenverteidigers und überzeugte trotz seiner Größe mit hoher Schnelligkeit. Dazu machte er sich mit seinen weiten Einwürfen in den gegnerischen Strafraum einen Namen.
Nach dem Ende der auf ein Jahr ausgelegten Leihperiode wechselte er dauerhaft in die englische Premier League, wobei die Wahl im Sommer 2002 aber auf Manchester City statt auf Newcastle United fiel. Mitentscheidend dafür war neben der Bereitschaft zur Zahlung einer Ablösesumme von vier Millionen Pfund, dass Distin bei den „Citizens“ primär für die Innenverteidigung gebraucht wurde. Dort angekommen zeigte er sich auf Anhieb in guter Form, war mit 34 Premier-League-Spielen Stammspieler und bewies neben seinen athletischen Vorteilen auch technische Fertigkeiten sowie Stärken im Aufbauspiel. Nächster Anhaltspunkt für seinen raschen Aufstieg im englischen Vereinsfußball war die Beförderung zum Mannschaftskapitän in der anschließenden Spielzeit 2003/04 durch Trainer Kevin Keegan und gemeinsam mit dem Iren Richard Dunne bildete er immer mehr eines der besten Innenverteidigerpaare in der Premier League. Die Saison 2006/07 war Distins letzte Spielzeit für Manchester City. Er stand noch einmal in 43 Pflichtspielen für Manchester City auf dem Platz und verließ den Klub nach Ablauf seines Vertrags und insgesamt 206 Einsätzen sowie sechs Toren.

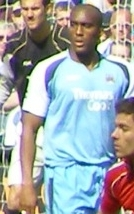
Distin bei Manchester City (2007)

Neuer Arbeitgeber war der Ligakonkurrent FC Portsmouth, dessen Trainer Harry Redknapp Distin als „besten ablösefreien Transfer der Saison“ bezeichnete. An Distins Seite agierte fortan der körperlich gleichsam robuste Sol Campbell in der Innenverteidigung und beide sorgten in gleich 19 Pflichtspielen dafür, dass „Pompey“ ohne Gegentor blieb. Obwohl er bei seinen 45 Einsätzen kein eigenes Tor schoss, beteiligte er sich zudem auch an Offensivaktionen. Dazu gewann er 2008 den FA Cup – Stimmen, die eine Berücksichtigung in der französischen Nationalmannschaft forderten, blieben jedoch ungehört. Nach dem plötzlichen Abgang von Trainer Redknapp Ende Oktober 2008 verlor Distin seine vormals gute Form und war unter dessen Nachfolger Tony Adams etwas verunsichert, bevor er sich unter dem dritten Trainer der Saison 2008/09 Paul Hart wieder stabilisierte und letztlich keine Minute in der Premier League verpasste.
Kurz nach Beginn der Saison 2009/10 und drei Tage vor Ende der Sommertransferperiode wechselte Distin zum Ligarivalen FC Everton. Dort sollte er primär den zu Manchester City abgewanderten Joleon Lescott ersetzen und Trainer David Moyes legte zusätzlichen Wert darauf, dass der neue Innenverteidiger ein Linksfuß sei. Ohne Eingewöhnungsschwierigkeiten sowie mit Ruhe und Abgeklärtheit fand er ein weiteres Mal gut in eine neue Mannschaft hinein und war – mit Ausnahme eine Verletzungspause aufgrund von Oberschenkelbeschwerden – Stammspieler bei den „Toffees“. Trotz zunehmender Konkurrenz verteidigte er seinen Platz auch in der Spielzeit 2010/11 und schoss am 16. Januar 2011 gegen den FC Liverpool nach zuvor drei Spielzeiten ohne Ligator mal wieder einen Premier-League-Treffer.
In der Saison 2011/12 erreichte Distin mit Everton im FA Cup das Halbfinale, in dem ihm jedoch gegen den Stadtrivalen FC Liverpool mit einem missglückten Rückpass ein folgenreicher Fehler unterlief, der wiederum Luis Suárez ein Tor ermöglichte (Endstand 1:2). Dennoch wurde er vereinsintern zum besten Spieler ausgezeichnet und jeweils vor Ende der Saison unterzeichnete einen neuen Einjahresvertrag. Die jeweilige Verlängerung um ein weiteres Jahr wiederholte sich 2013 und 2014 und obwohl mit John Stones ein neues Talent auf seiner Position aufstrebte, war er im Abwehrzentrum an der Seite von Phil Jagielka bis zum Ende der Spielzeit 2013/14 „gesetzt“. Für eine humoristische Einlage sorgte er im Mai 2014, als er nach insgesamt 0 Länderspielen für die Nationalmannschaft Frankreichs aus dieser seinen Rücktritt verkündete.
In der Saison 2014/15 hatte der mittlerweile 37-Jährige Distin endgültig seinen Stammplatz verloren und kam nur einmal in der Liga zum Einsatz. Nach fünf Spielzeiten wechselte er daraufhin zum Aufsteiger in die Premier League, dem AFC Bournemouth.

## Titel/Auszeichnungen
- Französischer Ligapokal (1): 2000
- Englischer Pokal (1): 2008